# Borylové komplexy přechodných kovů

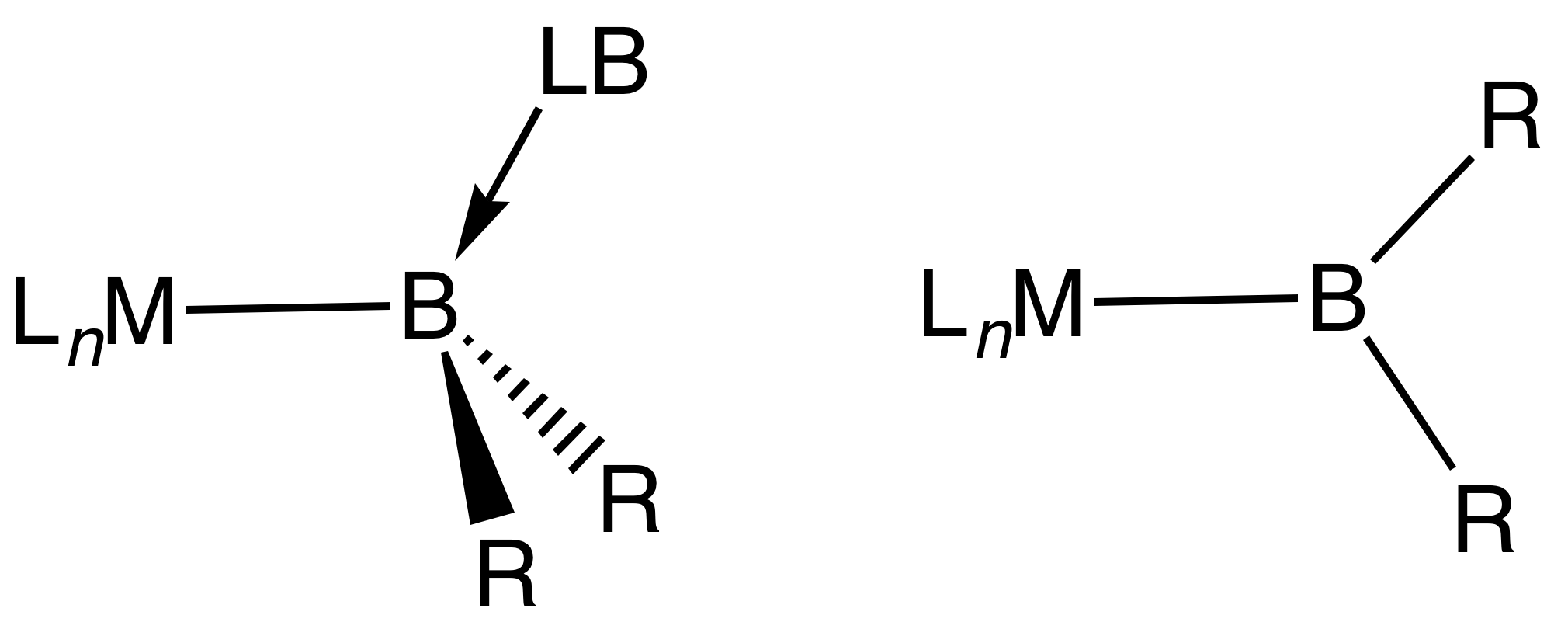
Struktura borylových ligandů v komplexech s kovy

Komplexy borylenů s přechodnými kovy jsou sloučeniny obsahující formálně aniontová centra tvořená atomy boru koordinované s přechodnými kovy. Jejich obecný vzorec lze zapsat jako LnM-BR2 nebo LnM-(BR2LB) (L = ligand, R = H nebo organický substituent, LB = Lewisova zásada). Příkladem může být (C5Me5)Mn(CO)2(BH2PMe3) (Me = methyl).
Tyto sloučeniny, obzvláště pak katecholboranové a pinakolboranové, jsou meziprodukty borylací katalyzovaných přechodnými kovy.

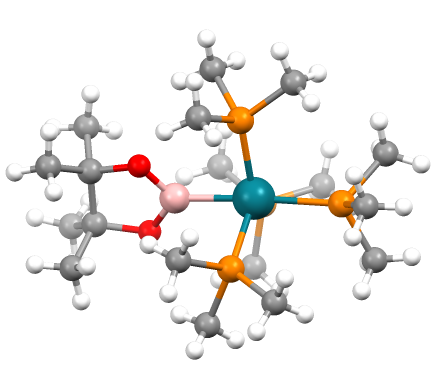
Struktura (PMe_{3})_{4}RhB(pinakolátu). (růžová = B, modrozelená = Rh, červená = O, oranžová = P)

## Příprava
Komplexy borylů a kovů se většinou připravují oxidačními adicemi. Vazby B-H i B-B se adují na komplexy kovů s nízkými oxidačními čísly, například katecholboran se váže na Pt0 za vzniku borylhydridu.
C6H4O2BH + Pt(PR3)2 → C6H4O2B Pt(PR3)2H
Přidáním diborotetrafluoridu k Vaskově komplexu vzniká triboryliriditý derivát:
2 B2F4 + IrCl(CO)(PPh3)2 → Ir(BF2)3(CO)(PPh3)2 + ClBF2